# Радослав Видов
Радослав Видов (роден на 23 април 1968) е бивш български футболист, защитник. По време на кариерата си играе за Ком (Берковица), Балкан (Ботевград), Ботев (Враца), ЦСКА (София), Ботев (Пловдив), Спартак (Пловдив) и Славия (София). Има един мач за националния отбор.

## Биография
Видов е привлечен в ЦСКА (София) в началото на 1991 г. Твърд титуляр в редиците на „армейците“ през сезон 1991/92, когато ЦСКА става шампион на България. След това обаче губи мястото си в основния състав. Остава в клуба до края на 1994 г. Общо изиграва 64 официални мача – 50 в първенството, 7 за Купата на България, 1 за Купата на ПФЛ и 6 в евротурнирите.
В началото на 1995 г. преминава в Ботев (Пловдив). Месеци по-късно с „канарчетата“ достига до финала за купата, който обаче е загубен с 2:4 от Локомотив (София).

## Успехи
ЦСКА (София)
- А група –  Шампион: 1991/92
- Купа на България –  Носител: 1992/93